# Medvey Ágoston
Medvey Ágoston (August von Medvey) (Koszelow (Lengyelország), 1814 – Harkov, 1870. május 15.) festő. Jeles miniatűr-arcképfestő volt, akinek számos műve került magyar, osztrák, lengyel és orosz köz- és magángyűjteményekbe.

## Életpályája
Bécsben tanult, azután Pesten mint akvarell-miniatűrfestő tűnt fel. A Pesti Műegylet 1840. évi kiállításán hét miniatűr arcképet állított ki. 1845-ben Kovács nevű társával Pesten grafikai műhelyt létesített, amelyben főleg acélmetszeteket készítettek. Csakhamar távozott a magyar fővárosból és Odesszában, végül Harkovban működött.
Az 1850-es években Oroszországban működött; a szentpétervári cári udvar hivatalos arcképfestője lett, August von Medvey néven.

## Művei
Művei közül említésre méltók atyjának és anyjának arcképei (1844), Medvey fivérének (1844), a művész sógorának, Salzmann lembergi építésznek arcképe, Wussyn bárónő képmása, F. Ritter v. Kronwald bankár arcképe stb. 

## Képgaléria

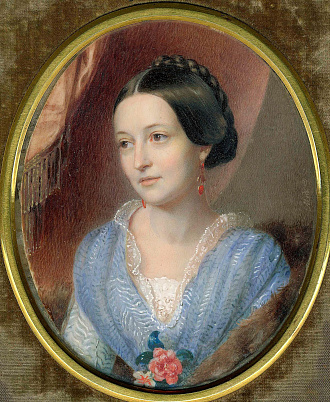
Lidia Fjodorovna Csajkovszkaja arcképe
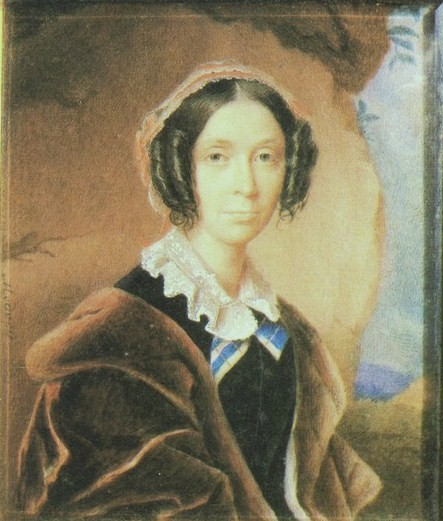
Jekatyerina M. Tolsztaja arcképe